# Dilenie
Dilenie (Dillenia), česky též hodara, je rod rostlin z čeledi dileniovité. Jsou to převážně stálezelené stromy se střídavými jednoduchými listy. Květy jsou pravidelné, většinou bílé nebo žluté, s mnoha tyčinkami. Plodem je souplodí měchýřků, u některých druhů kompletně obklopené zvětšeným, dužnatým kalichem.
Rod zahrnuje asi 59 druhů a je rozšířen v tropické a subtropické Asii, Madagaskaru, Seychelách a Austrálii. Většina druhů roste v tropických stálezelených lesích. Květy mají specializovaný způsob opylování, tzv. buzz-pollination. Nejznámějším zástupcem je dilenie indická, poskytující ovoce známé jako sloní jablko. Některé druhy jsou v tropech a subtropech pěstovány jako okrasné dřeviny.

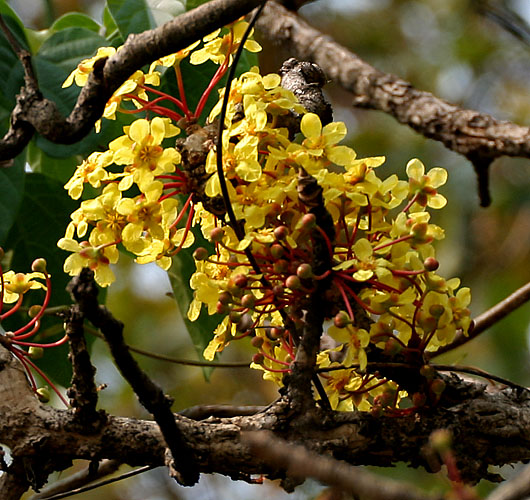
Květenství Dillenia pentagyna

## Popis
Dilenie jsou stálezelené nebo výjimečně opadavé stromy, případně keře. Některé druhy vlhkých stanovišť mají chůdovité kořeny. Listy jsou jednoduché, střídavé, až 50 cm dlouhé. Některé druhy mají řapíky s objímavými křídly. Květy jsou pravidelné, jednotlivé nebo uspořádané v chudých až mnohokvětých hroznech. Kalich je nejčastěji pětičetný, řidčeji z jiného počtu lístků (4 až 18), dužnatý a za plodu se často zvětšující. Koruna je nejčastěji pětičetná, příp. čtyř nebo až sedmičetná, u některých druhů chybí.
Tyčinek je velmi mnoho, vnitřní mají často delší prašníky než vnější. Gyneceum je složeno ze 4 až 20 částečně srostlých plodolistů, přirostlých ke kuželovitému receptákulu. Každý plodolist obsahuje 5 až mnoho vajíček.
Plodem je souplodí na bázi srostlých měchýřků, u některých druhů jsou plody nepukavé a kompletně obklopené zvětšeným, dužnatým kalichem. Semena mají bílý nebo červený míšek (u některých druhů zakrnělý).

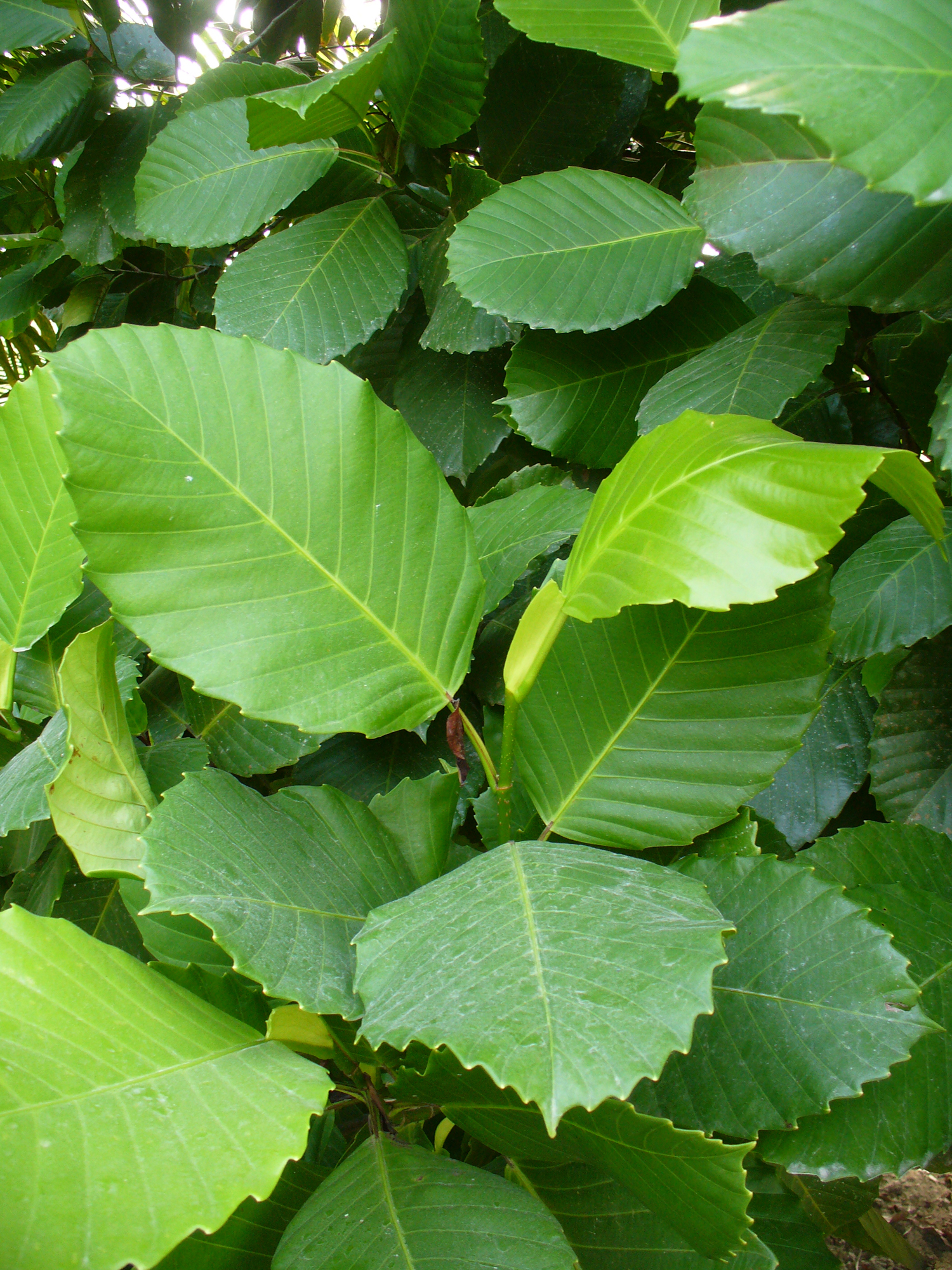
Listy Dillenia philippinensis
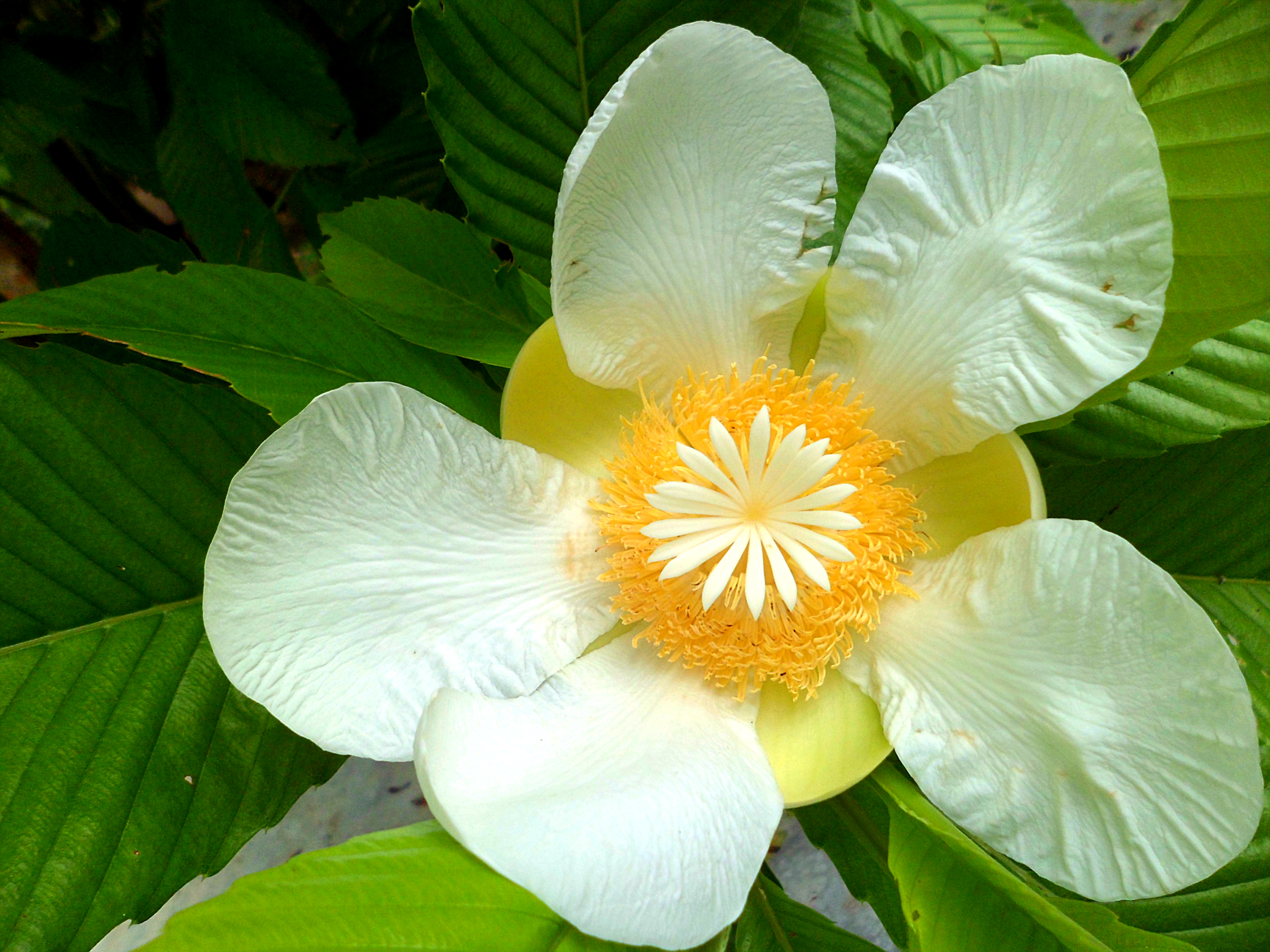
Květ dilenie indické
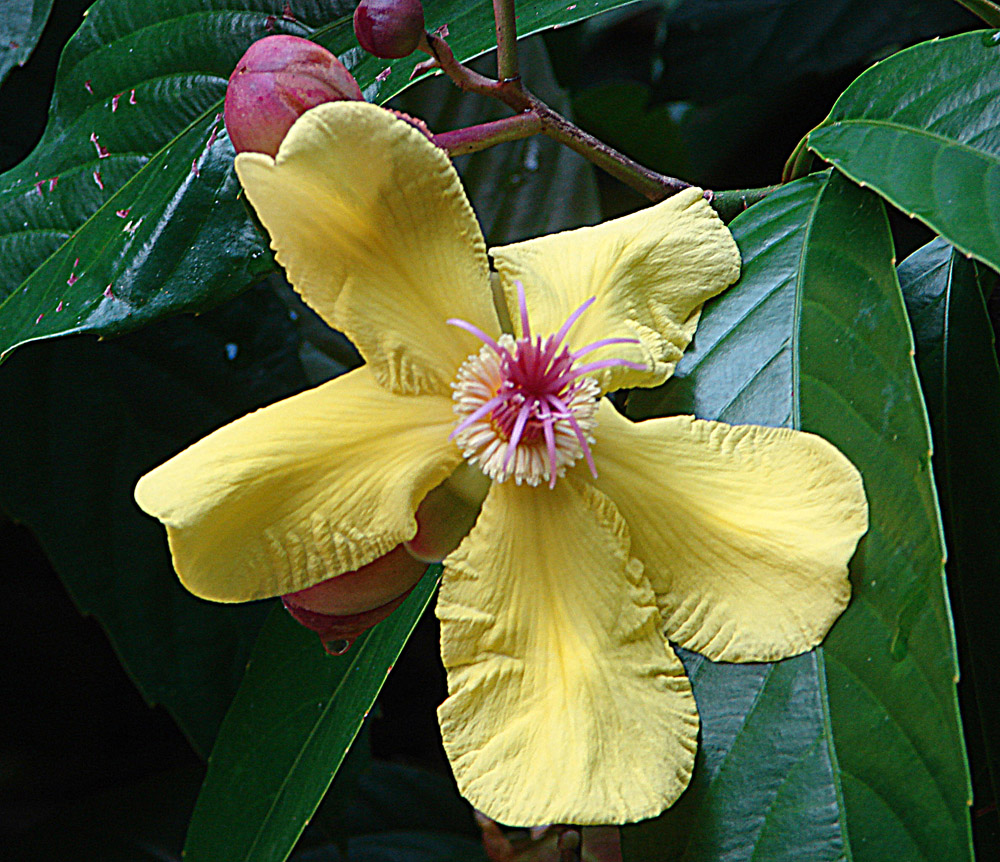
Květ Dillenia excelsa
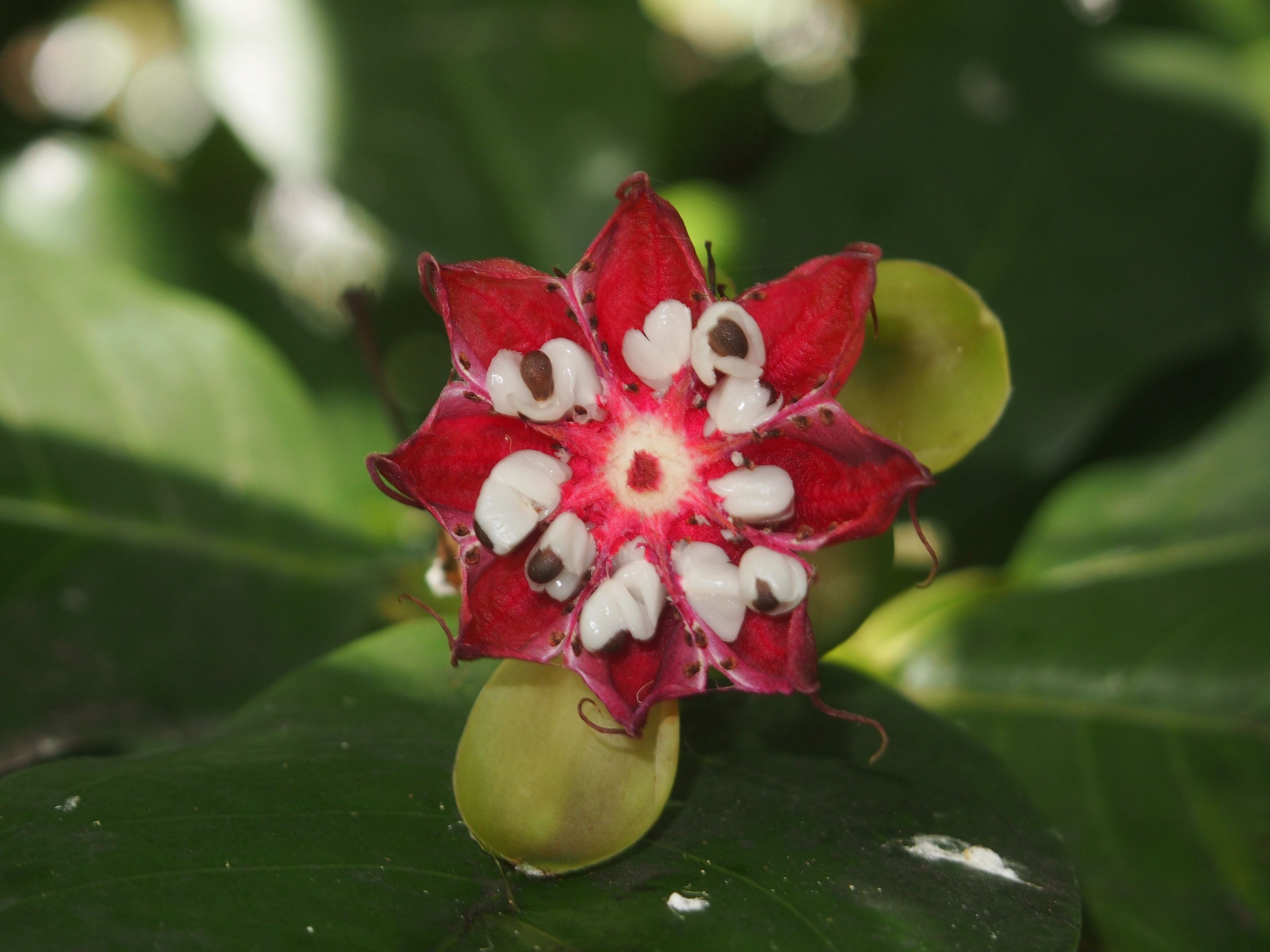
Puklé měchýřky Dillenia alata

## Rozšíření
Rod zahrnuje asi 59 druhů. Je rozšířen v oblasti od Madagaskaru a Seychelských ostrovů přes Indii a jižní Čínu, Indočínu a jihovýchodní Asii po Fidži a severovýchodní Austrálii. Největší areál má dilenie indická a Dillenia pentagyna.
Většina druhů roste ve stálezelených tropických lesích, a to zejména v nižších nadmořských výškách do 1000 metrů, řidčeji až do 2000 metrů. Některé opadavé druhy rostou na savanách či v monzunových lesích. Dillenia alata je stálezelený druh, rozšířený na savanách v Austrálii a Nové Guineji. Je to jediný australský druh, který roste v Queenslandu a Severním teritoriu.

## Ekologické interakce
Květy dilenií neobsahují nektar a jsou opylovány včelami sbírajícími pyl. Hlavními opylovači jsou drvodělky (Xylocopa). Jedná se o tzv. buzz-pollination, při níž včela vibrováním vlastního těla vytřásá pyl z póru na konci prašníků.
Dilenie jsou v tropické Asii živnými rostlinami housenek babočkovitých motýlů rodu Vagrans a Cyrestis.

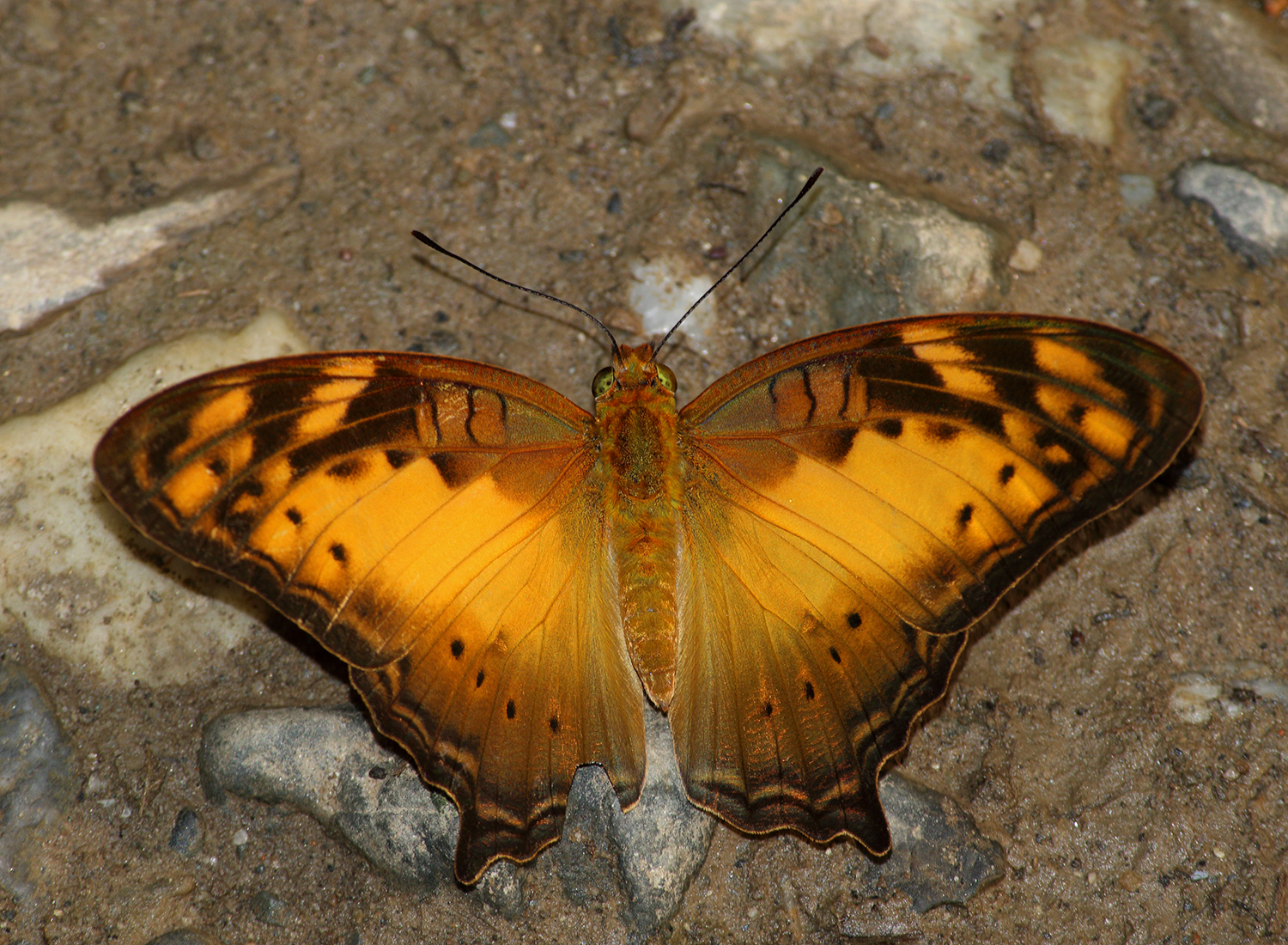
Motýl Vagrans egista
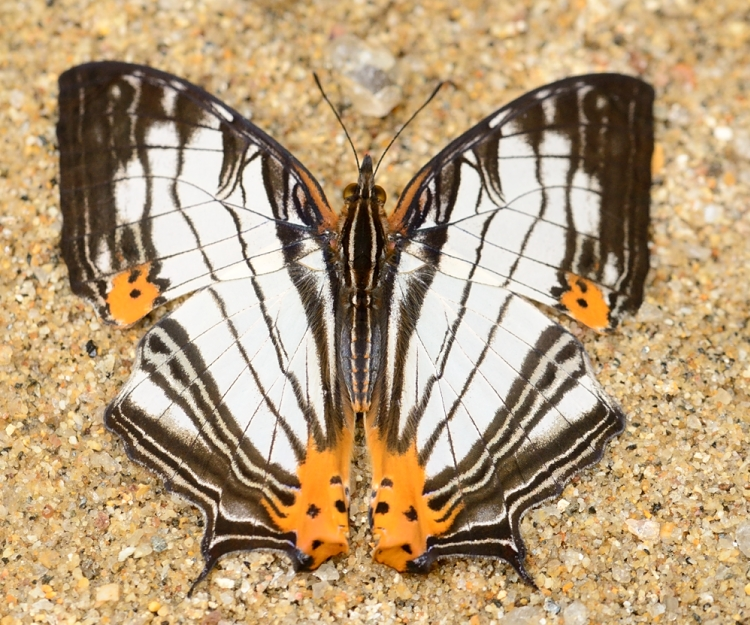
Motýl Cyrestis maenalis
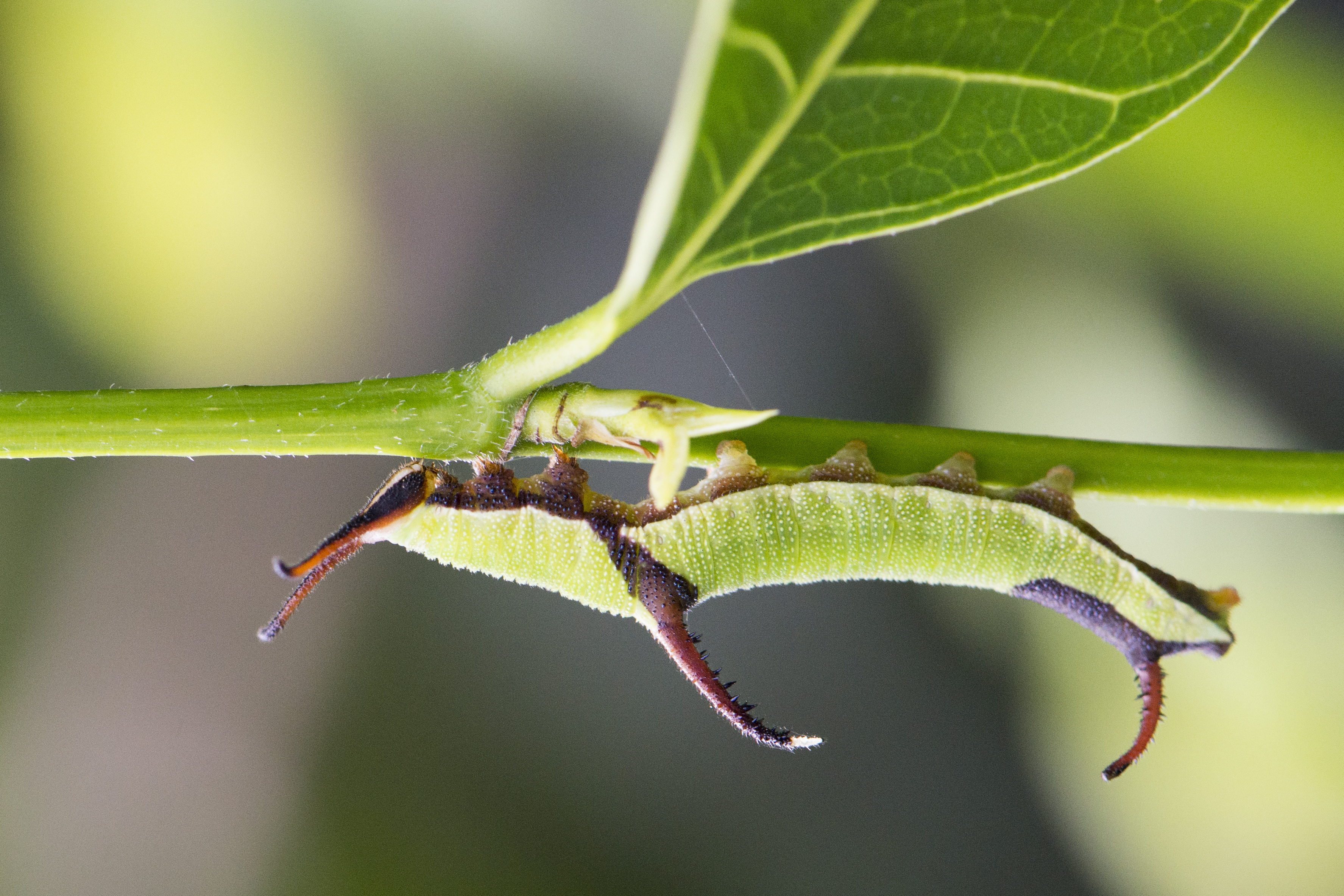
Housenka Cyrestis thyodamas

## Zástupci
- dilenie indická (Dillenia indica)

## Význam

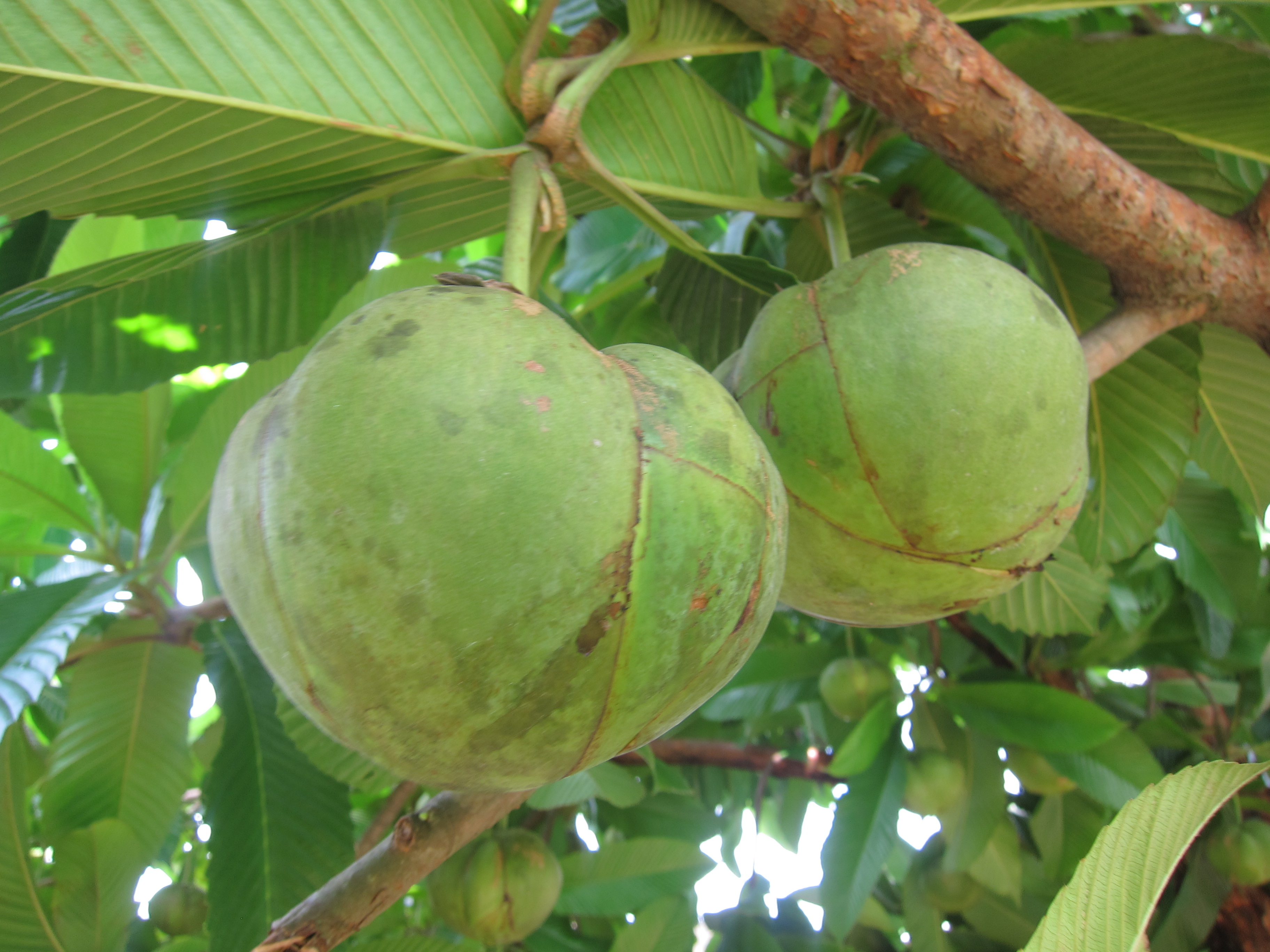
Sloní jablko, plody dilenie indické

Dilenie indická je pěstována pro plody, známé jako sloní jablko. Konzumuje se zdužnatělý kalich obklopující plod, který má kyselou, osvěžující chuť, jedlý je také míšek obklopující semena. Druh je využíván v indické medicíně. Dalším lékařsky používaným druhem je Dillenia pentagyna.
Různé druhy mají ozdobné olistění a nápadné květy a jsou v tropech pěstovány jako okrasné dřeviny. Náleží mezi ně zejména dilenie indická, Dillenia philippinensis a Dillenia suffruticosa.
Dřevo dilenií je málo trvanlivé. Občas se lokálně používá např. na lehké stavby. Dřevo Dillenia pentagyna slouží k výrobě kvalitního dřevěného uhlí.

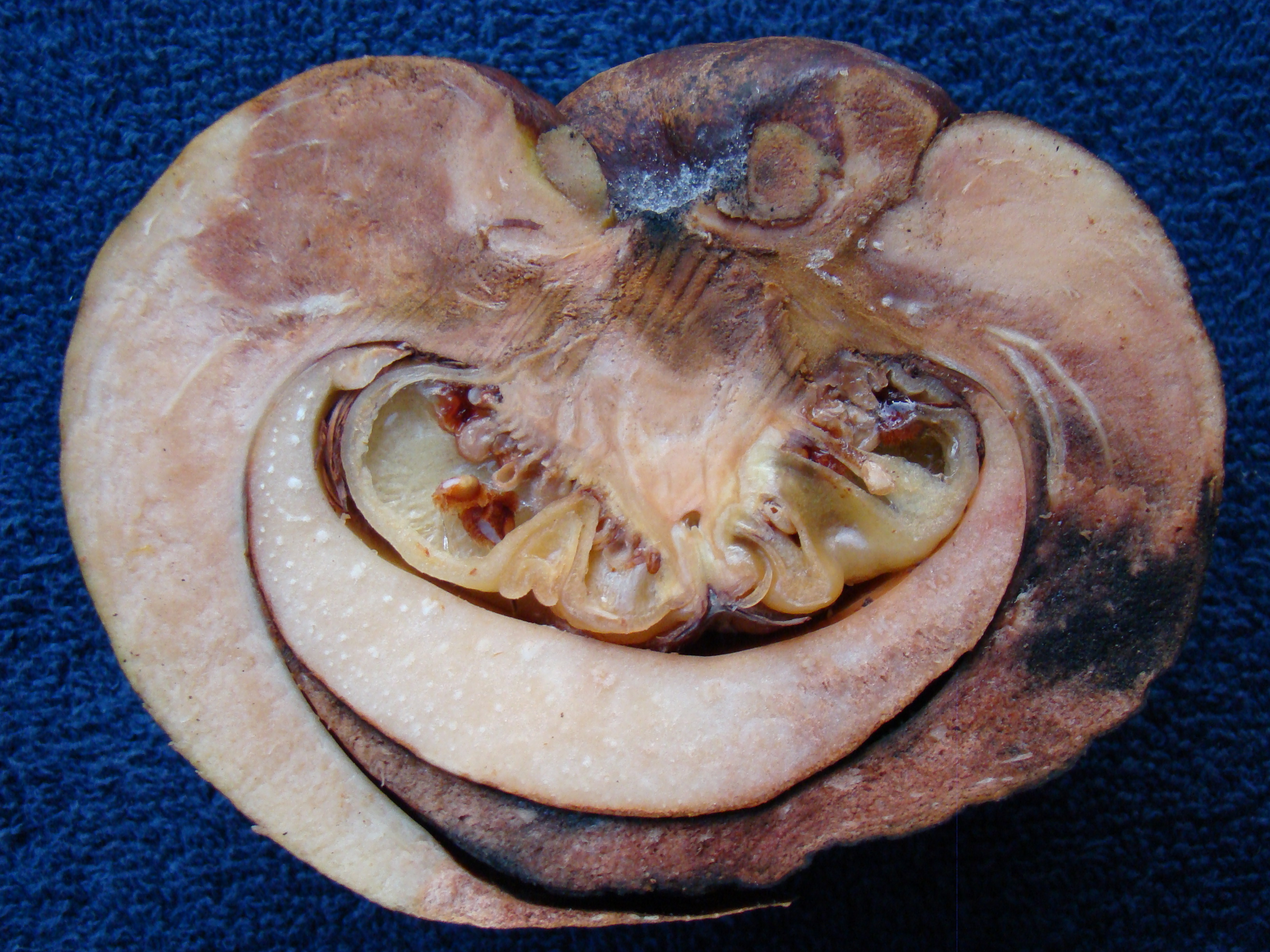
Řez plodem dilenie indické
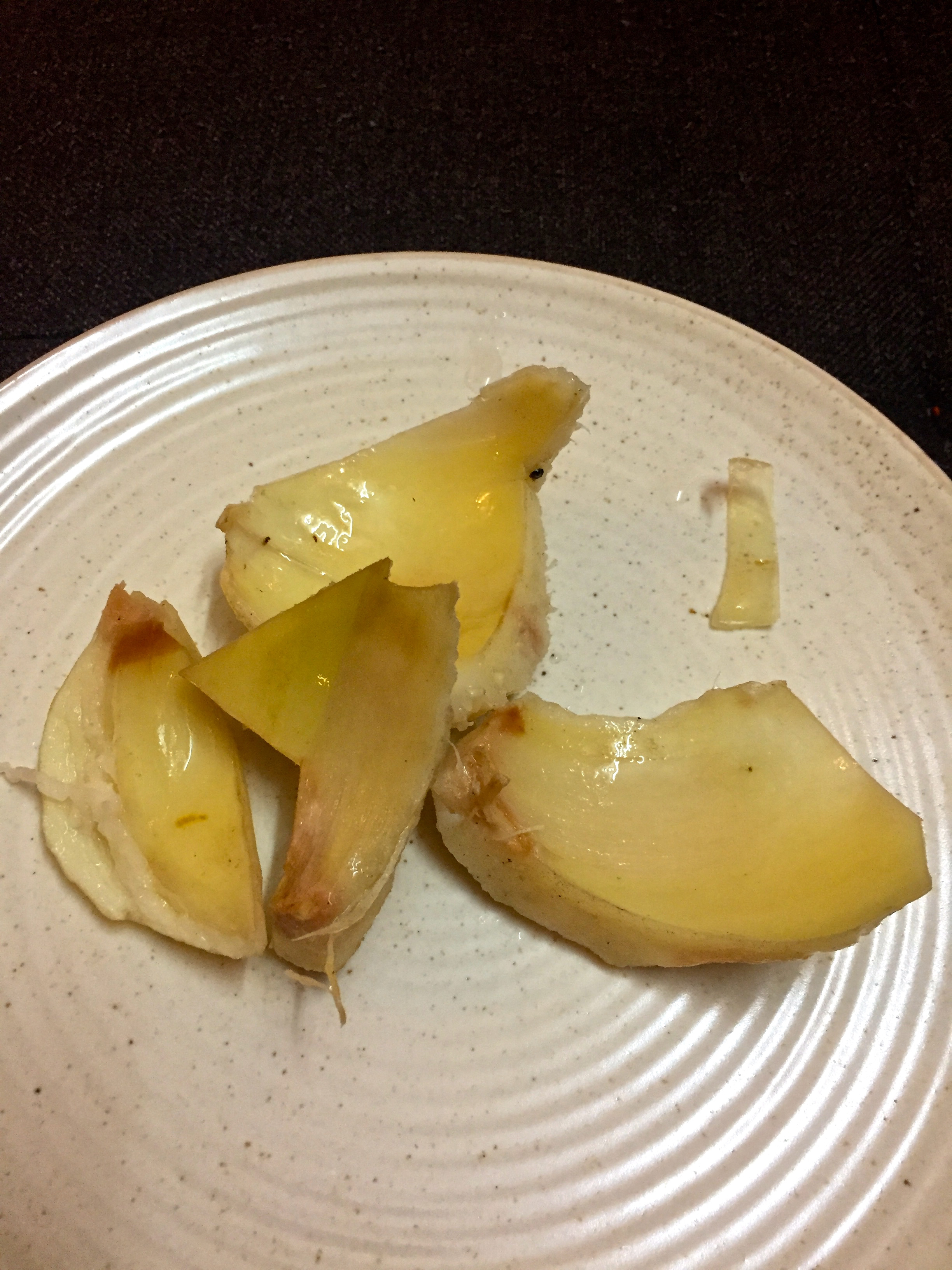
Rozkrájené sloní jablko
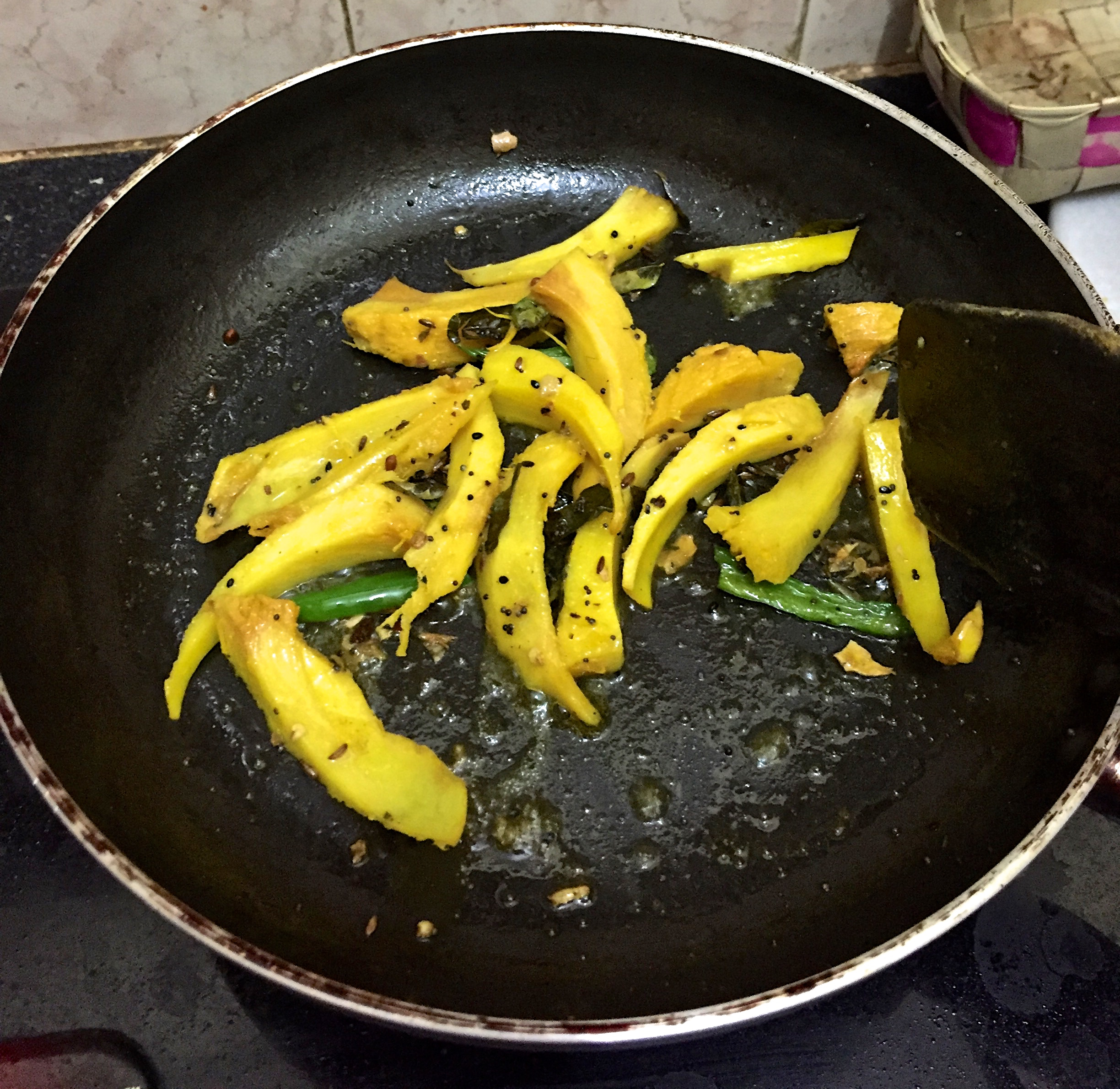
Pokrm ze sloního jablka